# Fischer (cestovní kancelář)
Cestovní kancelář FISCHER, a.s. je cestovní kancelář v České republice. Specializuje se zejména na letní letecké dovolené u moře. Cestovní kancelář každoročně odbaví přes 130 tisíc klientů.[zdroj?] Ti míří do několika desítek přímořských destinací, na víkendy v metropolích nebo na lyžařské či golfové zájezdy.

## Minulost
Historie cestovní kanceláře FISCHER sahá do roku 1991, kdy německá cestovní kancelář Fischer Reisen GmbH založila v Praze svou dceřinou společnost Fischer Reisen spol.s r.o. V roce 1994 se jediným vlastníkem této společnosti stal Václav Fischer, o rok později byl název zkrácen na FISCHER, s.r.o. V závěru roku 1999 přešel provoz cestovní kanceláře na nově založenou akciovou společnost. V roce 2003 odkoupila finanční a investiční skupina KKCG českého podnikatele Karla Komárka zajištěné pohledávky Komerční banky za akciovou společností Cestovní kancelář FISCHER a v prosinci téhož roku se stala jejím majoritním vlastníkem. V roce 2007 se KKCG stala stoprocentním vlastníkem CK FISCHER. Výkonným ředitelem cestovní kanceláře je od roku 2004 Jiří Jelínek.

## Cestovní skupina
V květnu 2011 došlo ke spojení cestovní kanceláře FISCHER a cestovní kanceláře NEV-DAMA, která se specializuje na zimní lyžařské zájezdy. V letní sezóně poskytuje rodinné zájezdy pozemní i leteckou dopravou. Třetí značkou cestovní skupiny se stal PRIVILEQ, pod nímž skupina nabízí individuální luxusní dovolenou po celém světě. Cestovní skupina Fischer začala prodávat v září roku 2012 zájezdy čtvrté největší německé cestovní kanceláře FTI. Nabízí možnost dovolené s odlety ze všech německých letišť v blízkosti českých hranic a z Vídně. V září 2012 došlo ke koupi internetového prodejce zájezdů eTravel. Od května 2020 je CK FISCHER součástí společnosti DER Touristik – divize cestovního ruchu německé skupiny REWE, pod kterou od roku 2012 patří cestovní kancelář Exim Tours.